# John Smith's Stadium
John Smith's Stadium (tidligere kendt som Alfred McAlpine Stadium & Galpharm Stadium) er et fodboldstadion i Huddersfield i England, der er hjemmebane for League One-klubben Huddersfield Town. Stadionet har plads til 24.500 tilskuere, og alle pladser er siddepladser. Det blev indviet i 1994 under navnet Alfred McAlpine Stadium, men af sponsorhensyn blevet skiftet siden.